# Ayn Shams
Ayn Shams (àrab: عين شمس, ʿAyn Xams) és un barri de la ciutat del Caire, a Egipte. El nom vol dir «ull del sol» i es refereix al fet que va ser contruït damunt de l'antiga Heliòpolis. Hèlios era ena la mitologia grega el que era Ra en la mitologia egípcia, el déu del sol. La ciutat d'Heliopolis tenia un famós temple que li era consagrat. Durant els primers segles de l'islam l'antiga ciutat d'Heliòpolis va subsistir però la importància de la mateixa no es pot determinar. Segons alguns autors la ciutat tenia una certa importància i era cap d'un districte (kura); segons altres només eren ruïnes que es feien servir com a pedrera. El califa fatimita al-Aziz (975-996) hi va aixecar dos castells, però en tot cas al segle següent era totalment en ruïnes. Dels dos obeliscs del temple que cridaven l'atenció dels àrabs un va ser enderrocat el 1258 i l'altre encara existeix. També hi havia a la ciutat un jardí de plantes remeieres, que només prosperaven en aquest lloc. Els coptes tenien una llegenda sobre la font del lloc que deia que a la font fou on la Verge Maria va rentar els vestits del seu fill quan tornava d'Egipte a Palestina. Per això era considerada beneficiosa i la seva aigua feia créixer les balsameres.